# Luis Gabriel Cano
Pour les articles homonymes, voir Cano.
Luis Gabriel Cano (1924 - 18 janvier 2010 à Carthagene) était un journaliste colombien.
Président et éditeur du journal El Espectador, il poursuivit ses travaux d'édition dans des conditions d'extrême violence face aux narcotrafiquants qui assassinèrent, en 1986, le directeur de El Espectador, Guillermo Cano Isaza (l'un des trois frères de Luis Gabriel Cano), et firent exploser les locaux du journal en 1989.
Il reçut de l'AMJ le prix de la Plume d'or de la liberté en 1990 en hommage à son travail à une époque où les cuarteles firent assassiner plus de quarante journalistes au cours des cinq années précédentes.